# Raïssa Nedachkivska
Raïssa Stepanivna Nedachkivska (en ukrainien : Раїса Степанівна Недашківська), née le 17 février 1943 à Stari Vorobi dans l'Union soviétique, est une actrice soviétique puis ukrainienne.

## Filmographie
- 1967 : La Commissaire de Alexandre Askoldov
- 1979 : Babylone XX de Ivan Mykolaïtchouk
- 2001 : Une prière pour l'hetman Mazepa de Youri Illienko

## Récompenses et nominations

### Récompenses
- 1993 : Artiste du peuple de l'Ukraine